# Marat-Sade (film)
Pour plus de détails, voir Fiche technique et Distribution.
Marat-Sade est un film britannique réalisé par Peter Brook, sorti en 1967.

## Fiche technique
- Titre : Marat-Sade
- Réalisation : Peter Brook
- Scénario : Adrian Mitchell d'après la pièce La Persécution et l'Assassinat de Jean-Paul Marat représentés par le groupe théâtral de l'hospice de Charenton sous la direction de Monsieur de Sade de Peter Weiss, traduction de Geoffrey Skelton
- Musique : Richard Peaslee
- Photographie : David Watkin
- Montage : Tom Priestley
- Production : Michael Birkett
- Société de production : Marat Sade Productions et Royal Shakespeare Company
- Société de distribution : United Artists (Royaume-Uni / États-Unis)
- Pays :  Royaume-Uni
- Genre : Drame, historique et film musical
- Durée : 116 minutes
- Dates de sortie : 
  - États-Unis : 22 mars 1967
  - Royaume-Uni : 8 mars 1967

## Distribution
- Patrick Magee : le marquis de Sade
- Ian Richardson : Jean-Paul Marat
- Michael Williams : Herald
- Clifford Rose : Monsieur Coulmier
- Glenda Jackson : Charlotte Corday
- Freddie Jones : Cucurucu
- Hugh Sullivan : Kokol

## Distinctions
- Festival international du film de Locarno 1967 : Mention spéciale[1]